# Pimpla alishanensis
Pimpla alishanensis är en stekelart som först beskrevs av Kusigemati 1985.  Pimpla alishanensis ingår i släktet Pimpla och familjen brokparasitsteklar. Inga underarter finns listade i Catalogue of Life.